# Cornelia Simon-Bach
Cornelia Leonie Simon-Bach (* 12. Juli 1941 in Konstanz; † 26. Juni 2018 in Wien) war eine deutsche Malerin und Zeichnerin.

## Leben
Cornelia Bach wurde als zweites Kind von Wilhelm und Leonie Bach, geborene Gamper, in Konstanz geboren.  im Herbst 1945 requirierten die französischen Besatzer die Wohnung der Familie Bach. Die nächsten Jahre lebten sie in äußerst beengten Verhältnissen, erst im Oktober 1954 konnten sie in ihre Wohnung zurückkehren. Cornelia, die zeitweilig bei einer verwitweten Freundin der Eltern unterkam, litt unter diesen Zuständen und kränkelte häufig. Sie lernte Geige, das Instrument begleitete sie ihr Leben lang.
Nach der Grundschule wechselte sie auf das Marie-Ellenrieder-Gymnasium, das sie 1960 mit dem Abitur abschloss. Im Januar 1961 begann sie halbtags bei einem Wiener Verlag zu arbeiten. Im Wintersemester 1961/62 hospitierte Cornelia Bach an der Akademie für angewandte Kunst in Wien in der Klasse für Bühnenbildnerei bei Otto Niedermoser. Sie lernte den Drucker und Graphiker Manfred Simon (* 18. Februar 1940; † 4. Dezember 2021) kennen.
1962 kehrte sie nach Konstanz zurück und schrieb sich an der von Paul Dietrich gegründeten Bodensee-Kunstschule ein, schloss das Studium jedoch nicht ab. Am 20. Oktober 1964 heiratete sie Manfred Simon. Im November 1964 zog das Ehepaar Simon-Bach nach Wien, wechselte bis 1975 aber häufig den Wohnsitz. Stationen waren u. a. Zürich, das Tessin, Paris und Belle-Ile-en-mer in der Bretagne.
1966 verbrachte das Ehepaar die Sommermonate erstmals als Hirten auf einer Alp bei Schiers in Graubünden. Bis Anfang der 1980er-Jahre gingen sie dieser Tätigkeit immer wieder nach.
1967 veranstaltete Cornelia Simon-Bach eine erste Einzelausstellung in ihrer Zürcher Wohnung. 1969 folgten Ausstellungen im Kunstverein Konstanz und in der Otto-Richter-Halle in Würzburg. 1970 veröffentlichte Manfred Simon das Cornelia gewidmete Buch „Ein phantastisches Märchen“ in der Astoria Druck- und Verlagsanstalt Wien. Bis 1981 stellte die Künstlerin in der Schweiz, den Niederlanden und Belgien aus. 1973 und 1976 erhielt sie jeweils eine Bronzemedaille beim Europapreis für Malerei der Stadt Ostende.
1974 erwarben Cornelia und Manfred Simon-Bach ein Haus in Gunskirchen bei Wels, Österreich, das sie 1975 bezogen. Cornelia Simon-Bach schmückte das Haus mit Lüftlmalerei. Eine Fehlgeburt stürzte die Malerin in eine tiefe Krise. 1982 trennten sich Cornelia Simon-Bach und ihr Mann, 1984 wurden sie geschieden. Die Künstlerin zog nach Wien, wo sie bis zu ihrem Tod in einfachsten Verhältnissen lebte.
Nach einer letzten Ausstellung im Frühjahr 1986 in der Galerie Minotaurus in Basel schloss Cornelia Simon-Bach ihr gegenständliches Werk ab. Um Geld zu verdienen, entwarf sie Teppiche, die in der Türkei geknüpft wurden. Durch diese Tätigkeit fand sie zur abstrakten Malerei. Im Herbst 1986 lernte sie in Wien den Künstler Ernst Steiner (* 1. Juni 1935) kennen, mit dem sie bis zu ihrem Tod eine enge Freundschafts- und Arbeitsbeziehung verband. Bis 2007 stellen sie mehrfach zusammen aus. Gemeinsame Reisen führten sie u. a. nach Italien, Griechenland, Spanien, Portugal, Frankreich und in die Schweiz, dort vor allem ins Tessin, sowie nach Ägypten.

## Werk und Stil
Cornelia Simon-Bach fand als Autodidaktin zur Kunst. Ihre Malerei entzieht sich einer festen Einordnung, sie enthält naive wie surreale Elemente, ist ebenso originell wie poetisch, bisweilen auch von düsterer Abgründigkeit. Religiöse und mythische Elemente spielen hinein wie persönlich Erlebtes und Erlittenes. Neben diesen inhaltlichen Aspekten ist es die Perfektion des Malvortrags, die den Betrachter in ihre facettenreichen Bildwelten hineinzieht.
Trotz der häufigen Ortswechsel hat Cornelia Simon-Bach kontinuierlich gemalt. Ihr frühes Werk stand in seiner einfachen Formgebung, der flächigen Raumbehandlung und der betonten Lokalfarbigkeit der naiven Malerei nah. Doch bald fand die Künstlerin zu einer vielschichtigen Bildsprache, die auf der existentiellen Erfahrung und einem religiösen Grundgefühl fußend, das Unterbewusste einbezieht und mit dem Bewusstsein in Einklang zu bringen sucht. Träume spielten in ihrem Schaffen eine zentrale Rolle. Aus ihnen empfing sie jene Botschaften, die aus den Tiefen der Seele ins Bewusstsein gehoben werden.
Ihre künstlerischen Vorbilder waren die altdeutschen und -niederländischen Maler, deren Öllasurtechnik Cornelia Simon-Bach ebenso aufgriff wie die im 15. Jahrhundert verbreitete Silberstiftzeichnung. Sie interessierte sich für die Kunst der klassischen Moderne, vor allem für Marc Chagall, James Ensor, Paul Klee und Henri Rousseau, aber auch die bizarren Schöpfungen des Malers Hieronymus Bosch und die Werke der Wiener Phantastischen Realisten faszinierten sie. Zugleich klingen Einflüsse der italienischen Renaissance, der persischen Miniaturmalerei oder fernöstlicher Bildwelten in ihrem Schaffen an. Großen Wert legte die Künstlerin auf die Auswahl der Rahmen, mit denen sie ihre Werke einfasste: oftmals wurden diese als Gestaltungselement in die Komposition einbezogen.
Bis Mitte der 1980er-Jahre entstanden Gemälde, welche die Grenzen zwischen dem Realen und dem Phantastischen ausloten. Sie rücken das Alltagsleben ebenso in den Blick wie die Geheimnisse und Rätsel jenseits der sichtbaren Welt. Interieurs und Landschaften erscheinen symbolisch aufgeladen, immer wieder spielen Tiere, Blumen aber auch Maschinen vieldeutige Rollen. Im Mittelpunkt des Schaffens von Cornelia Simon-Bach steht das Selbstbildnis, in dem sie ihre Rollen als Frau und Künstlerin reflektiert. Leben und Tod, die Visualisierung von Beklemmung und Verletzung und die sich daraus erhoffte Befreiung und Heilung ziehen sich als Leitmotive durch ihre berührenden Bilder. Um 1986 wandte sich die Künstlerin der Abstraktion zu; es entstanden farblich zurückhaltende und in ihrer Textur fragile Objekte sowie Arbeiten auf Leinwand und Papier.

## Werke in Museen
Folgende Museen und Stiftungen besitzen Arbeiten von Cornelia Simon-Bach:
- Städtische Wessenberg-Galerie Konstanz
- Kunstmuseum Kanton Thurgau
- Wien-Museum, Wien
- Hundertwasser Gemeinnützige Privatstiftung, Wien